# Памятная медаль в честь визита японского кронпринца в Корею
Памятная медаль в честь визита японского кронпринца в Корею — медаль Японской империи, учреждённая императорским эдиктом №42 от 29 марта 1909 года. Этой медалью награждались члены Японской и Корейской императорских семей (исполнение медали в позолоте), а так же официальные лица (исполнение медали в серебре), имеющие отношение к визиту японского кронпринца в Корею.

## Предыстория
В октябре 1907 года кронпринц Ёсихито (в будущем император Тайсё), сын императора Мэйдзи, нанёс государственный визит в Корейскую империю. Основной из целей визита было укреплений позиций Японской империи на Корейском полуострове. Кронпринц прибыл в Корею на линкоре «Касима(англ.)» в сопровождении принца Арисукава-мия, 11-го премьер-министра Японской Империи (который им потом будет ещё неоднократно) Кацура Таро, и адмирала Того Хэйхатиро. Это был первый случай, когда наследник престола покидал страну.

## Описание медали
Медаль изготавливалась из серебра и имеет форму правильного круга диаметром 30 мм. Медаль имела две версии оформления - позолоченная версия для членов императорских семей Кореи и Японии, и версию в серебре для награждения официальных лиц. На аверсе — скрещённые ветви цветущего сандалового дерева. Выше — символ императора Японии, шестнадцатилистный цветок хризантемы.
На реверсе — надписи иероглифами. В верхней части надпись "Кронпринц Великой японской империи". В центре вертикально: "Медаль в память о поездке в Корею". В нижней части: "Мэйдзи, 40-й год, 10-й месяц" (октябрь 1907г.).
Лента изготавливалась из муарового шёлка, тёмно-голубая, с двумя продольными полосами жёлтого цвета  шириной по 9,5 мм каждая, отступающими на 1 мм от краёв.
Футляр медали чёрного цвета, изготавливался из японской магнолии хоноки. На крышке футляра нарисована золотая рамка, а в ней золотой шестнадцатилистный цветок хризантемы.

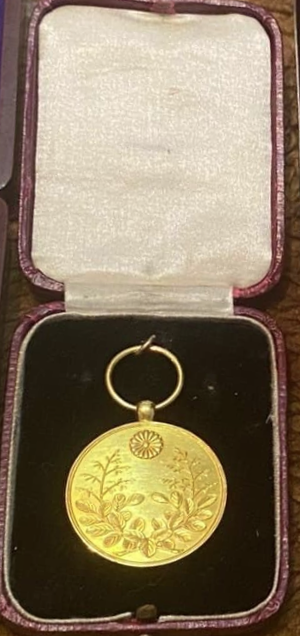
Вариант медали в позолоте
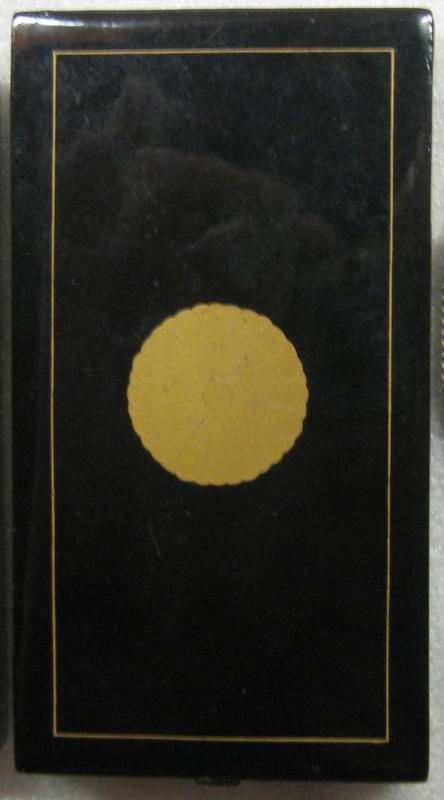
Внешний вид футляра медали
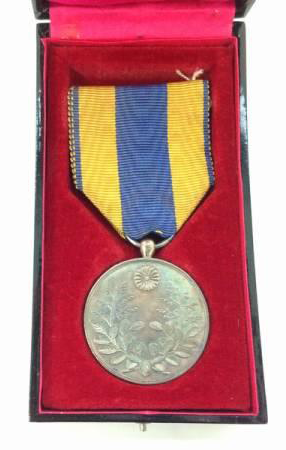
Медаль в футляре